# Enia Petri
Ênia Petri  foi uma telenovelista brasileira.
Foi a autora da Ilusões Perdidas, a primeira telenovela exibida pela TV Globo São Paulo, dirigida pelo seu marido, Líbero Miguel.
Antes disso, já havia assinado as novelas Eu Amo Esse Homem e Tortura d'Alma, ambas exibidas em 1964 pela TV Paulista, que no ano seguinte seria comprada pela Globo.